# Testify
Testify (zu dt.: „aussagen“, „bezeugen“ oder „kundtun“) ist das siebte Studioalbum des britischen Sängers Phil Collins. Es erschien im November 2002 und erreichte Platz drei der deutschen Charts, Platz zwei in der Schweiz, Platz 5 in Österreich sowie Platz 15 in Großbritannien.

## Hintergrund
Testify entstand über einen Zeitraum von zwei Jahren in der Schweiz, wo Collins damals lebte. Aufgenommen wurde es in Frankreich und den USA mit Produzent Rob Cavallo. Collins hatte Dance into the Light ohne Drumcomputer eingespielt. Auf Testify ist dagegen wieder ein solcher zu hören. Die erste Single, Can’t Stop Loving You, ist ein Cover von Leo Sayer, im Original I Can’t Stop Loving You (Though I Try). Auch sonst fallen die Stücke zumeist balladesk aus und folgen einem simplen Strophe-Refrain-Schema.

## Kritik
- Die Webseite Laut.de schrieb: „So abgenutzt und verbraucht die gängigen Strickmuster auch sein mögen, der kleine Mann mit Glatze fühlt sich in ihnen offenbar pudelwohl.“ Es wurden dem Album drei von fünf Sternen gegeben.[2]

## Titelliste
| Nr. | Titel                 | Autor(en)                                 | Länge |
| --- | --------------------- | ----------------------------------------- | ----- |
| 1.  | Wake Up Call          |                                           | 5:15  |
| 2.  | Come with Me          |                                           | 4:34  |
| 3.  | Testify               |                                           | 6:31  |
| 4.  | Don’t Get Me Started  |                                           | 4:41  |
| 5.  | Swing Low             |                                           | 5:08  |
| 6.  | It’s Not Too Late     |                                           | 3:59  |
| 7.  | This Love This Heart  |                                           | 4:04  |
| 8.  | Driving Me Crazy      |                                           | 4:37  |
| 9.  | The Least You Can Do  | Text: Phil Collins, Musik: Daryl Stuermer | 4:21  |
| 10. | Can’t Stop Loving You | Billy Nicholls                            | 4:17  |
| 11. | Thru My Eyes          |                                           | 5:07  |
| 12. | You Touch My Heart    |                                           | 4:42  |

Alle Songs wurden von Phil Collins geschrieben, außer wo anders angegeben.

## Verkaufszahlen und Auszeichnungen
| Land/Region                  | Auszeichnungen für Musikverkäufe (Land/Region, Auszeichnung, Verkäufe) | Verkäufe    |
| ---------------------------- | ---------------------------------------------------------------------- | ----------- |
| Belgien (BRMA)               | Gold                                                                   | 25.000      |
| Dänemark (IFPI)              | Gold                                                                   | 25.000      |
| Deutschland (BVMI)           | 3× Gold                                                                | 450.000     |
| Europa (IFPI)                | Platin                                                                 | (1.000.000) |
| Frankreich (SNEP)            | 2× Platin                                                              | 600.000     |
| Niederlande (NVPI)           | Platin                                                                 | 80.000      |
| Österreich (IFPI)            | Gold                                                                   | 20.000      |
| Schweden (IFPI)              | Gold                                                                   | 30.000      |
| Schweiz (IFPI)               | Platin                                                                 | 40.000      |
| Spanien (Promusicae)         | Platin                                                                 | 100.000     |
| Vereinigtes Königreich (BPI) | Gold                                                                   | 100.000     |
| Insgesamt                    | 6× Gold · 7× Platin ·                                                  | 1.475.000   |

Hauptartikel: Phil Collins/Auszeichnungen für Musikverkäufe